# Mühltor (Schweinfurt)

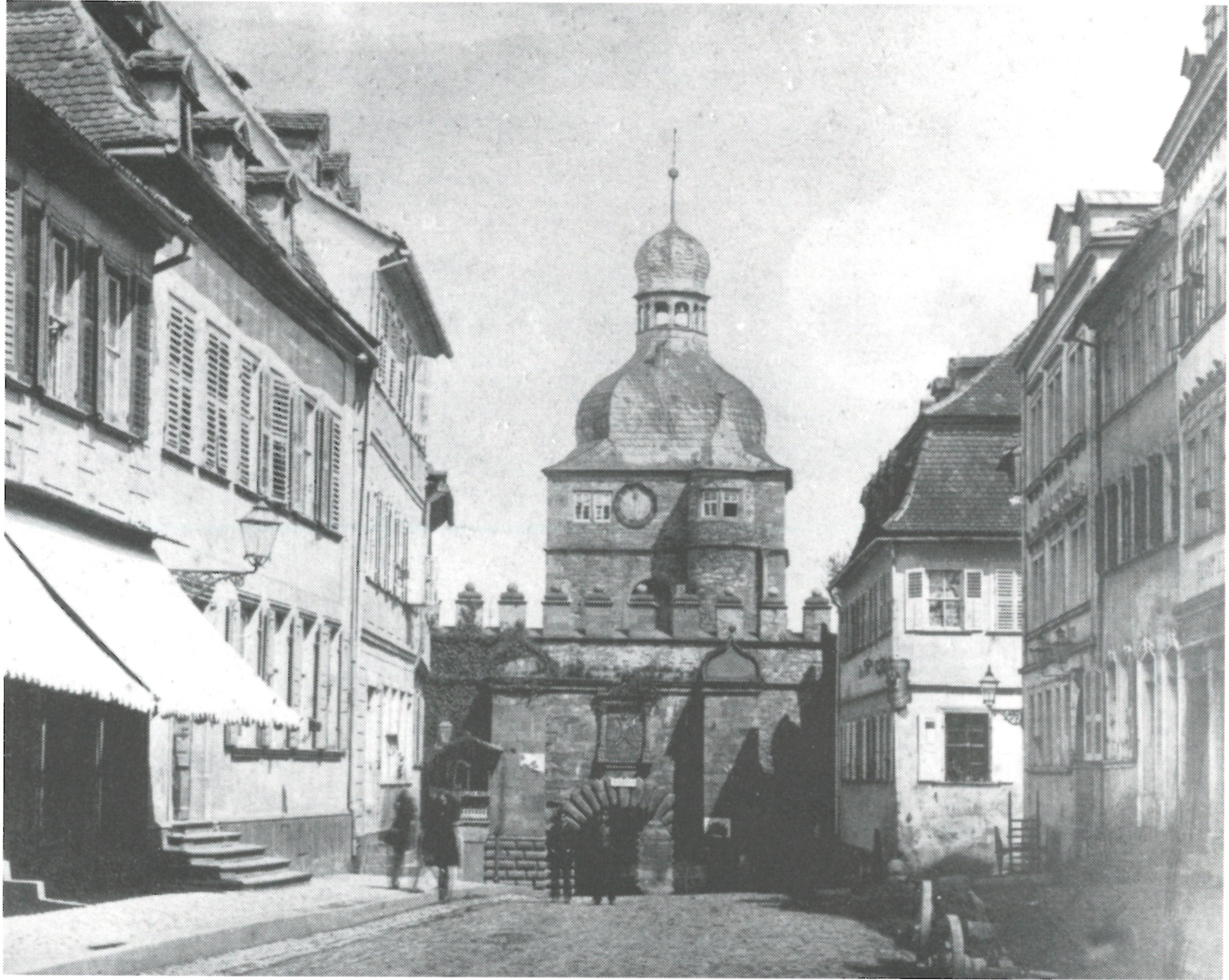
Das Mühltor am Ende der Rückertstraße vor 1876

Das Mühltor (auch Neues Tor) war ein Stadttor in Schweinfurt. Es war aufgrund seiner strategischen Bedeutung das massivste Tor der Stadt. Im Zuge der Industrialisierung und Verbreiterung der Straßen wurde es 1876 abgebrochen. Das Mühltor lag nicht an den großen Mainmühlen, von denen heute noch Nachfolgebauten erhalten sind (Spinnmühle), sondern am Marienbach.

## Übersicht der Schweinfurter Stadttore
Die Reichsstadt Schweinfurt besaß nach der Stadterweiterung im 15. Jahrhundert (siehe: Altstadt, Stadterweiterung) und dem Abbruch zweier dadurch unnötig gewordener, innerer Tore fünf Stadttore. Vom Süden am Main beginnend waren das (gegen den Uhrzeigersinn) Brückentor, Mühltor, Obertor, Spitaltor und Fischertor. Dazu kam als sechstes Tor später noch das Neutor. Alle Tore wurden im 19. Jahrhundert abgerissen.

## Lage
Das Mühltor bildete den östlichen Eingang in die Stadt (heutige Altstadt). Die Stadtmauer lief hier entlang der westlichen Talseite des Marienbachs. Das Tor lag am Ostwall, zwischen Unterem Wall und Oberem Wall, an der Nordostecke des Stadtviertels Zürch. Durch das Mühltor gelangte man aus der Stadt über den Marienbach zur Mainleitenstraße, die nach Bamberg führt.
Unmittelbar neben dem Ort des früheren Mühltors befindet sich heute das Gebäude der einstigen Filiale der Reichsbank und gegenüber ein großes Geschäftszentrum aus den 1970er Jahren, das Rückert Center. Die Straße zwischen beiden Gebäuden Am Mühltor erinnert an das einstige Tor.

## Geschichte
Das Mühltor wurde 1554 während des Markgräflerkrieges (Zweites Stadtverderben) völlig zerstört und ab dem 14. Juli 1564 durch Kilian Göbel erneut aufgebaut, daher leitet sich auch der Alternativname Neues Tor ab, weil es nach dem Wiederaufbau größer und fester aufgebaut war als je zuvor. Bereits am 23. September endeten die Bauarbeiten mit der Erstöffnung. Zudem wurde das Tor mit Fallgitter, Graben und Zugbrücke ausgerüstet, die am 26. August 1566 eingeweiht wurde.
Das Mühltor stand am Ende der damaligen Mühlgasse. Der Name von Straße und Tor stammt von einer Mühle in der Nähe, am Marienbach. Die Gasse wurde in Rückertstraße umbenannt, da Friedrich Rückert in der Mühlgasse 2 geboren wurde. Sein endgültiges Ende fand das Mühltor 1876 durch Abbruch.

## Beschreibung

### Tor

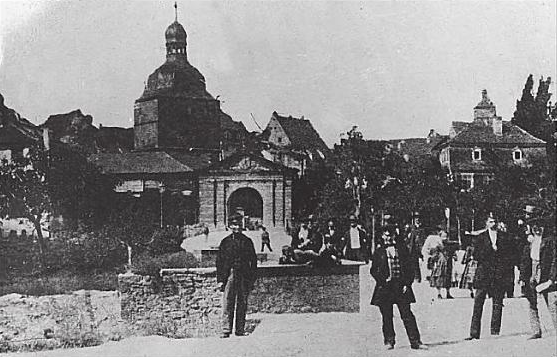
Mühltor von Osten vor 1876. Blick über äußeren Wassergraben und Schanze auf Tor vor inneren Wassergraben und Mühltor (Turm)

Das Mühltor galt als schönstes und festestes Stadttor der Reichsstadt Schweinfurt. Es lag in der quadratischen Schweinfurter Stadtbefestigung an der Ostseite, die als Achillesferse galt, da hier ein Beschuss von der Anhöhe des gegenüberliegenden Kiliansbergs auf die Stadt am leichtesten möglich war.

### Schanze
Dem Tor war eine Schanze vorgelagert. Der Weg zum Mühltor führte über eine Brücke über den äußeren Wassergraben, die Schanze, ein Vortor, eine Brücke über den inneren Wassergraben und schließlich zum eigentlichen Tor.  

### Wappenadler
Am Tor war eine berühmte Darstellung des Schweinfurter Wappenadlers. Dieser Adler wurde wegen seiner Ähnlichkeit mit einer Eule auch von Friedrich Rückert bedichtet.